# Flora of China
Flora of China je řada odborných publikací v angličtině s cílem popsat původní rostlinstvo Číny. Řada zevrubně pojednává o přibližně 31 000 druzích cévnatých rostlin Číny. Z tohoto počtu je přibližně 8 000 druhů medicínsky či hospodářsky významných a přibližně 7 500 druhů stromů a keřů. Záměrem je pokrýt všechny druhy cévnatých rostlin v Číně.
Každá položka kromě popisu rostlinného druhu obsahuje též další informace: klíč k určení druhu, synonyma názvů, fenologické informace, geografický výskyt v provinciích Číny a mimo Čínu atd.
Jako taxonomický systém byl použit změněný Englerův systém. Ilustrované doprovodné publikace pod názvem Flora of China Illustrations series zahrnují přibližně 65 % druhů zdokumentovaných v publikacích řady Flora of China.
Jednotlivé svazky této řady jsou organizovány pro jednotlivé rostlinné řády, rody a dále členěny dle druhů. Publikace existuje rovněž v elektronické verzi, kde lze vyhledávat dle rostlinných druhů a dalších položek.